# Calan, Morbihan
Calan (Breton: Kalann) là một xã ở tỉnh Morbihan trong vùng Bretagne tây bắc Pháp. Xã này có diện tích 12,29 km², dân số năm 1999 là 719 người. Khu vực này có độ cao từ 57-114 mét trên mực nước biển.
Cư dân của Calan danh xưng trong tiếng Pháp là Calanais.